# Крицькі
Крицькі (пол. Krycki, рос. Крицкие) — дворянський рід.

## Походження
Нащадки Калинника Крицького, сотенного отамана та при звільненні від служби військового товариша (к. XVIII ст.).

## Опис герба
|                                                                              | Утверждаю. В Царском Селе 21 Декабря 1912 года. Министр Юстиции Статс-Секретарь Щегловитов Щит рассечен. В правой золотой части, червленая крепостная башня. В левой лазуревой части, золотой сноп пшеницы. Щит увенчан Дворянским коронованным шлемом. Нашлемник: выходящий казак Малороссийского казачьего войска. Намет: справа — червленый с золотом, слева — лазуревый с золотом. Определениями бывшей Герольдии, 21 Июня 1845 г., и Правительствующего Сената, по Департаменту Герольдии, 20 Марта 1868 года, утверждены постановления Полтавского Дворянского Депутатского Собрания: от 16 Января 1833 года, о внесении Подполковника в отставке Павла Калинина Крицкого, как приобретшего права потомственного Дворянства личными заслугами, с сыном его Митрофаном, в третью часть дворянской родословной книги, и от 15 Февраля 1868 года, — о причислении другого сына Павла Крицкого — Капитана в отставке Николая, с сыном последнего Дмитрием. Постановлением же означенного Собрания, от 18 Марта 1898 года, к роду сему причислен сын вышеупомянутого Митрофана Крицкого — Павел, ныне Подполковник, командующий Сибирским воздухоплавательным батальоном. |
| — Часть 20 Общего гербовника дворянских родов Всероссийской империи, стр. 57 | |

## Родов схема
Калинник Крицький (к. XVII ст.)
- Павло Калинникович (*? — †?)
  - Митрофан Павлович (*? — †?)[1] ∞ Марія Флорівна N (*? — †?)
    - Олександра Митрофанівна (*близько 1862 — †?) ∞ Всеволод Миколайович Полторацький (*близько 1867 — †?)[2]
    - Євгенія Митрофанівна (*близько 1866  — †?) ∞ Михайло Михайлович Александрович (*близько 1867 — †?)[3]
    - Павло Митрофанович (*1868 — †1945)
    - Леонід Митрофанович (*? — †?)
    - Борис Митрофанович (*? — †?)
    - Єлизавета Митрофанівна (*? — †?)
    - Ольга Митрофанівна (*близько 1870 — †?) ∞ Георгій Феодосійович Вороний (*1868 — †1908)

  - Микола Павлович (*? — †?) ∞ Неоніла Іванівна N (*? — †?)
    - Дмитро Миколайович (*? — †?)
    - Павло Миколайович (*? — †?)
      - Наталія (Павлівна) (*? — †?)
      - Борис Павлович (*? — †?)

    - Порфирій Миколайович (*? — †?)[4][5]
    - Михайло Миколайович (*? — †?)
    - Олександр Миколайович (*? — †?)

Із сусідніх із Журавкою Богданів походить знаменитий козацький рід Криць – міцні й надійні як криця. А нащадки цього роду вже писалися «дворяни Крицькі» – з них вийшли відомі в окрузі лікарі. З роду Криць-Крицьких Георгій Вороний узяв собі за дружину Ольгу Митрофанівну."
"Місцеві поміщики Крицькі мали 200 десятин(218.5 га(!)) добротних грунтів. "
https://primetour.ua/uk/company/articles/Veliki-Siveryani.html